# Elizabeth Monroe
Elizabeth Monroe (n. 30 iunie 1768 - d. 23 septembrie 1830) a fost soția lui James Monroe, Președinte al Statelor Unite ale Americii. A fost Prima Doamnă a Statelor Unite ale Americii între 1817 și 1825.